# Paul Luther (Politiker, 1868)

Paul Luther (1920)

Paul Luther (* 18. Mai 1868 in Prenzlau; † 11. März 1954 in Berlin) war ein deutscher Politiker (DVP).

## Leben
Nach dem Besuch des Gymnasiums in Prenzlau studierte Luther von 1886 bis 1889 Philologie und Theologie in Breslau, Tübingen und Berlin, wo er auch promovierte. Von 1892 bis 1895 amtierte er als Diakonus und Autor in Kremmen im Osthavelland, anschließend von 1895 bis 1901 als Oberpfarrer. 1901 übernahm Luther ein Pfarramt an der Trinitatis-Kirche in Charlottenburg, das er knapp zweiunddreißig Jahre lang, bis 1933, bekleiden sollte. Zusätzlich zu seinen Aufgaben als Gemeindepfarrer nahm er zugleich seelsorgerische Aufgaben im Krankenhaus Westend wahr. 
Nach dem Ende des Ersten Weltkriegs trat Luther in die Deutsche Volkspartei (DVP), die sein politisches Forum in den Jahren der Weimarer Republik bildete. 1919 wurde er zunächst Stadtverordneter in Charlottenburg. Ein Jahr später, 1920, wurde er für den Wahlkreis 3 (Potsdam II) in den Reichstag gewählt, dem er bis zum Mai 1924 angehörte. Im Parlament galt seine Aufmerksamkeit insbesondere der Volksfürsorge und dem „sittlich-religiösen Kampf gegen geschlechtliche Ausschweifungen und gegen die Prostitution“.
Als Theologe engagierte Luther sich im Deutschen Protestantenverein, dessen Vizepräsident er zeitweise war. Politisch-publizistisch trat Luther als Herausgeber des Blattes Sonntag und Alltag und als Verfasser eines als Deutsche Volksabende betitelten Handbuches für Volksunterhaltung hervor.
Seine Grabstätte befindet sich auf dem Südwestkirchhof Stahnsdorf.

## Ehrungen
- 1929: Ehrendoktorwürde der Universität Heidelberg
- 1952: Großes Verdienstkreuz der Bundesrepublik Deutschland

## Schriften
- Rom und Ravenna bis zum 9. Jahrhundert. Ein Beitrag zur Papstgeschichte. Speyer & Peters, Berlin 1889 (teilweise zugleich Dissertation: Die Beziehungen des Erzbistums Ravenna zum römischen Stuhl bis zur Zeit Nicolaus I.).
- Briefe an einen jungen Theologen. Ein Wegweiser für das theologische Studium. Speyer & Peters, Berlin 1895.
- Deutsche Volksabende. Ein Handbuch für Volksunterhaltungsabende. Duncker, Berlin 1903.
- Ich will in die Sonne sehn. Allerlei Besinnliches . Hutten, Berlin 1919.
- Stresemann-Buch. Aussprüche, Aufsätze. Hrsg. und mit einem Vorwort versehen von Dr. Luther M.d.R. Staatspolitischer Verlag, Berlin 1923.
- Jugend heraus! Wilhelm Meister-Verlag, Berlin 1924.
- Marx, Kant, Kirche. Verhandlungen des Bundes für Gegenwartschristentum 1924. Vorträge. Perthes, Gotha 1925.
- Gottes Heimkehr. Wege zur Innerlichkeit. Töpelmann, Berlin 1948.